# Rivista degli Studi Orientali
La Rivista degli Studi Orientali (RSO) è una pubblicazione orientalistica dell'Università di Roma, La Sapienza.

## Storia editoriale
Fu fondata nel 1907 da alcuni docenti della Scuola Orientale della Facoltà di Filosofia e Lettere  dell'Università di Roma (allora a Palazzo Carpegna) - Angelo De Gubernatis, Ignazio Guidi, Baldassarre Labanca, Ludovico Nocentini e Celestino Schiaparelli - per "l'incremento e la diffusione degli studi orientali".
La rivista ebbe a lungo cadenza trimestrale, dando alle stampe articoli  riguardanti i diversi campi della cosiddetta Orientalistica scientifica, dalla preistoria all'età contemporanea.
Le aree geografiche coinvolte erano il Vicino, Medio ed Estremo Oriente, dall'archeologia, alla Filosofia, dalla Storia alla Linguistica e alla Letteratura, dalla Religione alla Storia dell'arte.
RSO è una rivista che si avvale di referenti (peer-reviewers) internazionali ed è inclusa nella Classe A per quel che concerne la classificazione italiana delle riviste scientifiche.